# Ustava Pilipa Orlika
Ustava Pilipa Orlika (ukrajinsko Конституція Пилипа Орлика, Konstitucija Pilipa Orlika) ali Sporazumi in ustavne pravice in svoboščine Zaporoške vojske (ukrajinsko Пакти і Конституції прав і вольностей Війська Запорозького, Pakti i Konstitucii Prav i Volnostei Vijska Zaporozkoho, latinsko Pacta et Constitutiones Legum Libertatumque Exercitus Zaporoviensis) je ustavni dokument iz leta 1710, ki ga je napisal hetman ukrajinskih kozakov Pilip Orlik.
Ustava je že pred Montesquieujevim Duhom zakonov (De l'esprit des lois,  1748) vzpostavila demokratični standard za ločitev oblasti na zakonodajno, izvršno in sodno vejo. Ustava je omejila izvršno oblast hetmana in uvedla demokratično izvoljen kozaški parlament, imenovan Generalni svet. Ustava Pilipa Orlika je bila edinstvena za svoje zgodovinsko obdobje in ena prvih državnih ustav v Evropi.

## Zgodovina
Po bitki pri Poltavi, v kateri je Karla XII. Švedskega in hetmana ukrajinske vojske Ivana Mazepo popolnoma porazil car Peter Veliki, so se Mazepa, Orlik in kozaška vojska umaknili v Bender, Besarabija (zdaj Moldavija), ki je takrat spadal v Osmansko cesarstvo. V Besarabijo se je umaknila tudi zaporoška kozaška vojska.
Po smrti Ivana Mazepe 5. aprila 1710 je bil za hetmana Zaporoške vojske izvoljen Pilip Orlik, ki je še isti dan je objavil Sporazume in ustavne pravice in svoboščine Zaporoške vojske. Dokument se je po mestu, v katerem je bila objavljen, imenoval tudi Benderska ustava.

## Vsebina
Dokument je bil sestavljen iz preambule in šestnajst členov.

### Preambula
V preambuli je kratka razprava   o kozaški zgodovini, hazarskem izvoru kozakov, vzponu Zaporoške Seči in njenem padcu po uporu Bodana Hmelnickega proti  poljsko-litovski Republiki obeh narodov, ki se je končal s službo v Carski Rusiji. 
Moskva je po prevzemu oblasti z vsemi razpoložljivimi sredstvi omejila in razveljavila pravice in svoboščine Zaporoške vojske  in na koncu pokorila svoboden kozaški narod. Politika in zavezništvo Ivana Mazepe s švedskim kraljem Karlom XII. sta  razložena kot logično in neizogibno dejanje, ki ga je zahtevala potreba po osvoboditvi domovine. Glavni cilj Benderske ustave je bil doseči neodvisnost nove ukrajinske države od Ruskega carstva.

### Členi 1–5
Členi 1–5 obravnavajo splošne ukrajinske zadeve. Za vero Ukrajine je razglašena pravoslavna vera, neodvisna od  Moskovskega patriarhata. Za mejo med Ukrajino in Poljsko je bila določena reka Sluh. Omenjena je tudi potreba po protiruskem zavezništvu Ukrajine s  Krimskim kanatom.
Člena 4 in 5
Člena 4 in 5 sta odražala interese zaporoških kozakov, ki so predstavljali veliko večino emigracije v Benderju. Hetman je bil zavezan, da:
- s pomočjo Karla XII. izžene Ruse z zaporoškega ozemlja
- dodeli Zaporožcem mesto Trahtimiriv, da bo služilo kot bolnišnica
- ne dovoli priseljevanje Nazaporožcev na zaporoška ozemlja

### Členi 6–16
Členi 6–10
so omejili oblast hetmana in ustanovili Kozaški parlament s triletnim mandatom, podoben razširjenemu Svetu častnikov. Generalni svet ni bil sestavljen samo iz generalštaba in polkovnikov polkov, ampak tudi iz "izjemnih in vrednih posameznikov iz vsakega polka".
Členi 11–16
so zaščitili pravice mest, omejili obdavčitev kmetov in revnih kozakov ter omejili gostilničarje.
Švedski kralj in "zaščitnik Ukrajine", ki se je takrat znašel v Benderju, je vse člene potrdil.

## Spomenik
Ob 300. obletnici objave ustave so v Benderju 9. aprila 2010 odkrili spomenik v  obliki knjige z vgraviranimi podatki o zgodovini pisanja ustave. Na spomeniku je v ukrajinski cirilici in latinici napisan njen poln naslov.
Ukrajinski predsednik Petro Porošenko je na dan ustave leta 2018 pripomnil, da je ustava Pilipa Orlika iz leta 1710 predhodnica sedanje Ukrajinske ustave.